# Halysidota interlineata
Halysidota interlineata is een nachtvlinder uit de familie van de spinneruilen (Erebidae), onderfamilie beervlinders (Arctiinae). 
De soort komt voor van Guatemala tot Uruguay.  